# Guimbé Uatara
Guimbé Uatara (em diúla: Guimbe Wattara; em francês: Guimbé Ouattara) foi uma nobre mandinga do século XIX. Nasceu em Sia (Bobo Diulasso) ca. 1836, filha do fagama do Reino de Guirico Diori Uatara (r. 1809–1839) e uma mulher de nome incerto. Foi ativa nas campanhas contra o Reino de Quenedugu (ca.  1825–1898) e foi anfitriã dos franceses Louis Guntave Binger, François Crozat e Parfait Louis Monteil quando visitavam Bobo Diulasso. Em decorrência das revoltas dos tiefos contra Guirico, Guimbé pediu ajuda de Samori Turé do Império de Uassulu (r. 1878–1898) e acompanhou-o na expedição contra Amoro Uatara, que culminou na destruição de Numudara. Reteve enorme influência em Bobo Diulasso até sua morte em 1919.